# Drepanocladus procerus
Drepanocladus procerus là một loài rêu trong họ Amblystegiaceae. Loài này được Renauld & Arnell Warnst. mô tả khoa học đầu tiên năm 1906.